# Čelákovice zastávka
Čelákovice zastávka je železniční zastávka na trati Čelákovice–Neratovice. Zastávka se nachází ve městě Čelákovice, okres Praha-východ. 

## Popis
Zastávka byla zprovozněna 2. května 1972.
Na zastávce se nachází nástupiště s asfaltovým povrchem, dále je zastávka vybavena osvětlením a přístřeškem. Žádné další služby však zastávka neposkytuje.[zdroj?]